# Pont San Roque González de Santa Cruz
Pour les articles homonymes, voir Roque González de Santa Cruz et González.
Le Pont San Roque González de Santa Cruz est un viaduc de 2 550 mètres comportant un pont à haubans de 579 mètres de long qui franchit le fleuve Paraná et relie ainsi les villes de Posadas, capitale de la province argentine de Misiones, et la ville d'Encarnación, capitale du département paraguayen d'Itapúa.
L'ouvrage, viaduc routier et ferroviaire, a été construit entre 1981 et 1990. Il porte le nom du missionnaire jésuite et martyr Saint Roque González de Santa Cruz, qui œuvra activement dans la région au début du XVIIe siècle, et qui est, en fait, le fondateur des deux villes reliées par le pont : Posadas en Argentine et Encarnación au Paraguay.

## Histoire
En 1973, le gouvernement argentin lance l'étude pour le projet du barrage de Yacyretá. A cette époque, Alfredo Stroessner, Président de la république du Paraguay, a demandé à son homologue argentin Juan Domingo Perón, de financer la construction du pont, en compensation des inondations que le barrage de Yacyretá causerait à son pays.
En 1980, après avoir procédé à des études géologiques, un appel d'offres international est lancé. Le marché d'environ 85 millions US$ a été attribué à un groupement d'entreprises italo-argentin composé des sociétés EACA - Empresa Argentina de Cemento Armado, Girola SpA et Sideco Americana S.A..
Les travaux ont débuté en 1982 et l'ouvrage a été inauguré le 2 avril 1990 par les Présidents du Paraguay, le général Andrés Rodríguez Pedotti et d'Argentine, Carlos Saúl Menem. Cette œuvre a obtenu le Prix International Puente de Alcántara, pour l'œuvre publique la plus remarquable de la période (1989-1990).
Alors que la construction devait durer, contractuellement, trois ans, les travaux ont duré huit ans en raison de nombreux obstacles bureaucratiques, de difficultés de financement et d'une inondation exceptionnelle en 1982/83, pendant la réalisation des fondations et la guerre des Malouines. Les travaux ont été dirigés par l'entreprise italienne Salini Impregilo SpA.
Actuellement, c'est l'un des passages les plus importants et les plus fréquentés entre l'Argentine et le Paraguay, avec environ dix millions de personnes (entrées et sorties) enregistrées chaque année.
Depuis le 31 décembre 2014, la liaison ferroviaire internationale de banlieue Posadas-Encarnación a été mise en service et utilise le pont San Roque González de Santa Cruz. Le trajet dure 10 minutes et la fréquence est d'un train toutes les 30 minutes.

## Caractéristiques de l'ouvrage
La longueur totale de l'ouvrage est de 2 550 mètres.
Le viaduc est composé de 36 travées de 55 mètres, 29 coté argentin et 7 coté paraguayen. La largeur du tablier est de 17,90 mètres dont 8,10 m de chaussée et 4,20 m pour la voie ferrée. Les piles reposent sur des pieux de 1,65 m de diamètre.
Le pont à haubans, situé au droit de la frontière entre les deux pays, comprend deux pylônes de 85 m de hauteur supportant 3 travées de 115, 330 et 115 mètres de longueur. La largeur du tablier, au droit du pont, est de 18,90 m.
Pour sa construction, l'ouvrage a nécessité :
- pieux longueur cumulée : 934 mètres,
- béton : 69 600 m3, dont 3 100 uniquement pour les 2 pylônes,
- acier pour armatures : 4 300 tonnes.